# Jena Paradies
Jena Paradies – stacja kolejowa w Jenie, w kraju związkowym Turyngia, w Niemczech. Znajdują się tu 2 perony.